# آی‌ای‌آی لاوی
آی‌ای‌آی لاوی (به انگلیسی: IAI Lavi) یک هواگرد ساختِ کارخانهٔ صنایع هوافضای اسرائیل در کشور اسرائیل است. این هواگرد برای نخستین بار در ۳۱ دسامبر ۱۹۸۶ میلادی مورد استفاده قرار گرفت.